# 檜峠
檜峠（ひのきとうげ）は、日本に在る峠である。
- 滋賀県高島市に在る峠。本項で記述。
- 岐阜県多治見市と愛知県春日井市に跨る峠。
- 岐阜県岐阜市と同県山県市に跨る峠。
- 長野県松本市内に在る峠。

檜峠（ひのきとうげ）は滋賀県高島市にある国道上に跨る峠である。

## 概要
標高310mの国道367号上にある峠である。古くから鯖街道上の峠として知られており、朽木の杣として知られるヒノキなどの木材を京都へ送る際の難所となっていた。檜峠の名の通り、周囲にはヒノキや杉が植樹されている。中央分水界の一つでもあり、滋賀県では新道野越、水坂峠、柳ヶ瀬トンネルなどが他に挙げられる。

## 道路状況
国道上の峠であり、車両の通行は可能である。標高が低く舗装された峠である。ブラインドカーブもほとんど無く、勾配が急な区間もないので自転車や徒歩でもそれほど苦にならない。峠には檜峠を示すようなものは何もないが、同じ高島市内となった現在でも「高島市朽木」（逆からなら「高島市今津」）という標識が掲げられているので、それを目印に峠を越えたと認識できる。夏場は京都からのツーリングに多くの人この峠を越えて若狭湾を目指す。

## 峠へのアクセス
- 高島市内から

国道161号 - 国道303号 - 国道367号 - 檜峠 - 大津市
- 京都市・大津市から

国道477号 - 国道367号 - 檜峠 - 高島市朽木
- 福井県から

国道27号 - 国道303号 - 国道367号 - 檜峠 - 高島市今津